# 8745 Delaney
8745 Delaney eller 1998 FO65 är en asteroid i huvudbältet som upptäcktes den 20 mars 1998 av LINEAR i Socorro County, New Mexico. Den är uppkallad efter William P. Delaney.
Asteroiden har en diameter på ungefär 6 kilometer.